# Campanologie

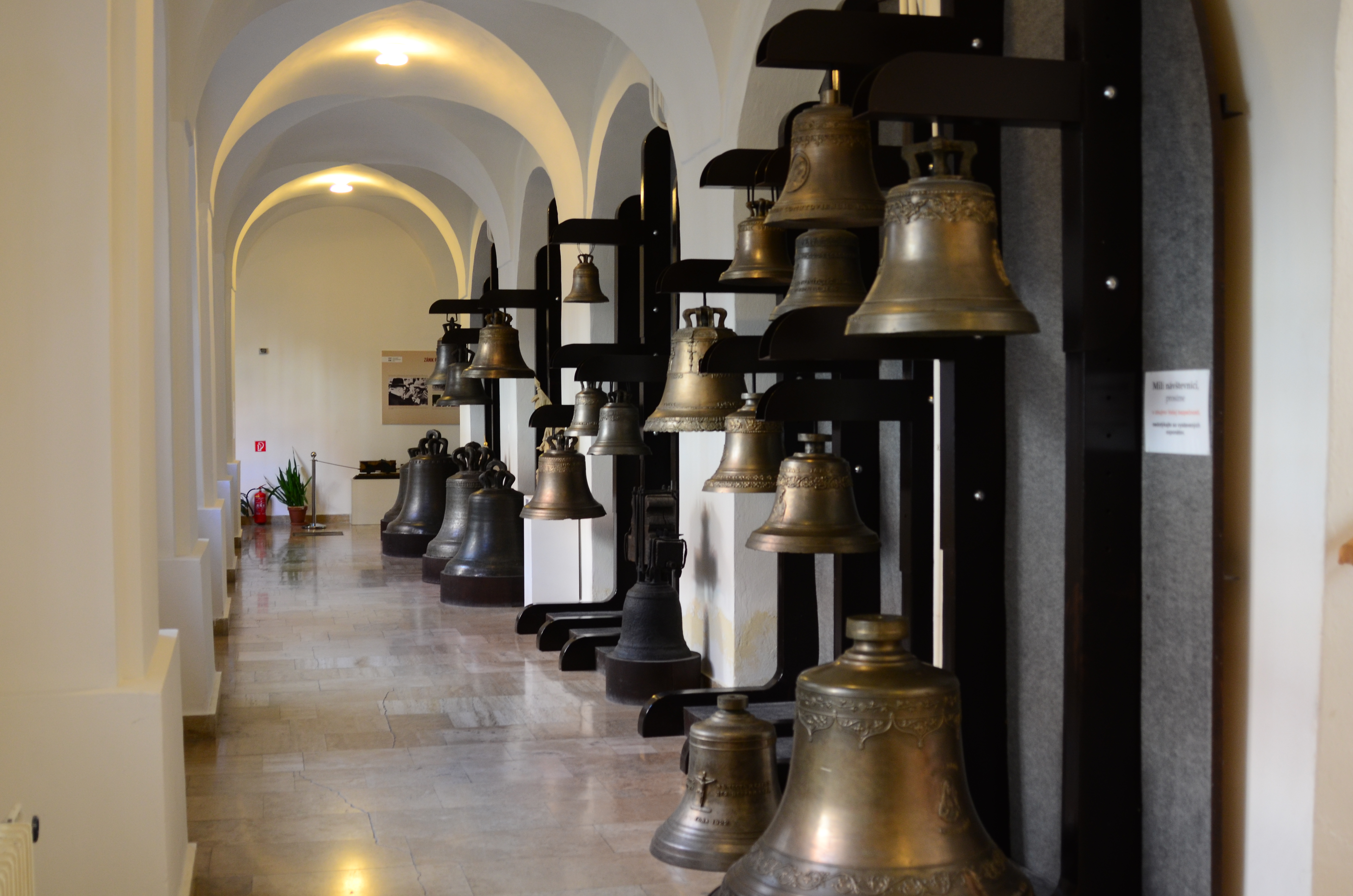
Campanologische Sammlung in Trnava

Die Campanologie oder Kampanologie (von spätlateinisch campana „Glocke“ und -logie), deutsch Glockenkunde, beschäftigt sich auf der technischen Ebene mit der Herstellung und Herstellungsmethoden der Glocken, mit ihrer Akustik und Reparatur. Auf der geistigen Ebene erforscht die Campanologie die historischen, kunstgeschichtlichen, sozialen und künstlerischen Aspekte der Glocken.